# 1821 en journalisme
Cet article présente les faits marquants de l'année 1821 en journalisme.

## Évènements
- Création du journal The Guardian[1].